# グズリーズ・ソルビャルナルドーティル
グズリーズ・ソルビャルナルドーティル（アイスランド語: Guðríður víðförla Þorbjarnardóttir）は、ノース人の探検家。
980年にアイスランドのスナイフェルス半島のラウガルブレッカで生まれた。赤毛のエイリークのサガやグリーンランド人のサガ（2冊まとめてヴィンランド・サガと呼ばれる）に登場する。
夫のソルフィン・ソルザルソンと共にヴィンランドに渡り、現地で産んだスノッリ・ソルフィンソンはアメリカ大陸で生まれた最初のヨーロッパ人となった。
アイスランドでは綽名のvíðförlaで呼ばれる。

## 生涯
「赤毛のエイリークのサガ」では、グズリーズはLaugarbrekkaの首長のThorbjornの娘として生まれた。成長するとEinarという若い男に求婚されるが、彼の父が奴隷だったために、彼女の父は結婚を許さなかった。
彼女と父は即座にアイスランドを離れ、赤毛のエイリークと共にグリーンランドに旅立った。30人が同行したが、夏は悪天候のために渡航が遅れた。更に病気が流行り、乗組員の半分が死亡した。
これらの困難にも負けず、彼女と父は冬のグリーンランドに到着した。
「グリーンランド人のサガ」によると、その頃彼女はノルウェー人商人のThorirと結婚した。
レイフ・エリクソンは岩礁から彼女と15人の乗組員を救助し、グリーンランド南部のブラッタヒルズに安全に届け、彼女と夫にレイフと共に住む事を提案した。しかしその冬に夫は病没した。
「赤毛のエイリークのサガ」では、彼女はノース人の伝統宗教からキリスト教に改宗した例とされる。ある冬に彼女と父はトルケルの家で宴会をしていた。父は魔法の儀式をする予定だったが、それには女性の祝詞が必要だった。
彼女は育ての母のHalldisから祝詞を教わっており、祝詞を知る唯一の女性出席者だった。しかし彼女は父に対し、「私はキリスト教徒なので祝詞に参加出来ません」と伝えた。
父とトルケルは「彼女の祝詞は出席者を救い、彼女のキリスト教徒としての地位を傷付けない」と説得した結果、彼女は素晴らしい祝詞を披露した。
どちらのサガでも、彼女はソルステイン・エリクソン（レイフの弟で赤毛の息子）と結婚した。「グリーンランド人のサガ」では、彼女は夫と共にヴィンランドで彼の弟のThorvaldの遺体を探す旅をした。2人はLysufjordで冬を越した。
その際黒いThorsteinとその妻Grimhildが居たが、流行病でグズリーズの夫のThorsteinとGrimhildは亡くなった。
ある日Thorsteinの遺体がベッドから起き、妻に「次はアイスランド人と結婚し、多くの子孫と共に長い時間を生きるだろう。グリーンランドを出てノルウェーやアイスランドに行き、南への巡礼の後にアイスランドに戻ると、実家の農場の近くに教会が建てられるだろう」と述べた。
「赤毛のエイリークのサガ」では、Thorsteinは1人でヴィンランドに渡航し、帰国後にグズリーズと結婚している。Thorsteinは西部のLysufjordに農場と家畜を所有し、別のThorstein（妻はSigrid）が半分を所有している。
「グリーンランド人のサガ」によると、Thorsteinは亡くなる際に「財産を教会か貧しい人々に寄付しなさい」と伝えた。
彼の死後、彼女はBrattahlíðに行き、商人のソルフィン・ソルザルソンと結婚した。彼は「赤毛のエイリークのサガ」では、「良い家族と良い手段を持つ男」で、「良い評判を持つ商人」と書いている。
「グリーンランド人のサガ」では、結婚後に彼女の説得で、2人は60人の男性、5人の女性、様々な家畜と共にヴィンランドに向かった。ヴィンランドに着くと彼女はスノッリ・ソルフィンソンを産み、彼は西半球で生まれた最初のヨーロッパ人となった。
スノッリの誕生直後に彼らはグリーンランドに戻った。「赤毛のエイリークのサガ」では、他にもThorbjornという息子が生まれた。
「グリーンランド人のサガ」では、ソルフィンは亡くなりグズリーズは未亡人になった。
この時代にはアイスランドのキリスト教化が進み、改宗は一般的だった。。
グズリーズは改宗し、スノッリが結婚するとローマに巡礼した。彼女がローマ法王に謁見した説も有るが、証拠は無い。母のグズリーズが不在の間にスノッリは農場に教会を建て、Thorsteinの遺言を実行した。
ローマから戻った彼女は修道女となり、教会で隠者として暮らした。

## 子孫
息子のスノッリは男児のThorgeirと女児のHallfridを授かった。
Hallfridの息子のThorlak Runolfssonはアイスランド南西部のスカールホルトの司教になった。
Thorgeirの娘のYngvildは初のBishop Brandになった。
Thorbjornの子孫のBjorn Gilssonは、北部のHólarの司教になった。

## 登場作品
- 公正なグズリーズ：モーリス・ヒューレット（英語版）の小説。
- 海の道：マーガレット・エルフィンストーン（英語版）の2000年の小説。
- ヴィンランド・サガ：幸村誠が2005年から連載中の漫画。